# 606
Раннє Середньовіччя. Триває чума Юстиніана. У Східній Римській імперії продовжується правління Фоки. Лангобарди частково окупували Італію і утворили в ній Лангобардське королівство. Франкське королівство розділене між правителями з династії Меровінгів. Іберію займає Вестготське королівство. В Англії триває період гептархії. Авари та слов'яни утвердилися на Балканах. Центр Аварського каганату лежить у Паннонії.
Китай об'єднаний під правлінням династії Суй. Індія роздроблена. В Японії триває період Ямато. У Персії править династія Сассанідів. Степову зону Азії та Східної Європи контролює Тюркський каганат, розділений на Східний та Західний.
На території лісостепової України в VII столітті виділяють пеньківську й празьку археологічні культури. У VII столітті продовжилося швидке розселення слов'ян. У Північному Причорномор'ї співіснують різні кочові племена, зокрема кутригури, утигури, сармати, булгари, алани, авари, тюрки.

## Події
- Розпочалося 40-річне правління Харші, держава якого з часом займала всю північ Індії.
- У Китаї запроваджено систему літературних конкурсів на заміщення посад.

## Народились
- Фатіма, дочка пророка Магомета († 632)

## Померли
- Сабініан, Папа Римський.